# Roberto Gatto

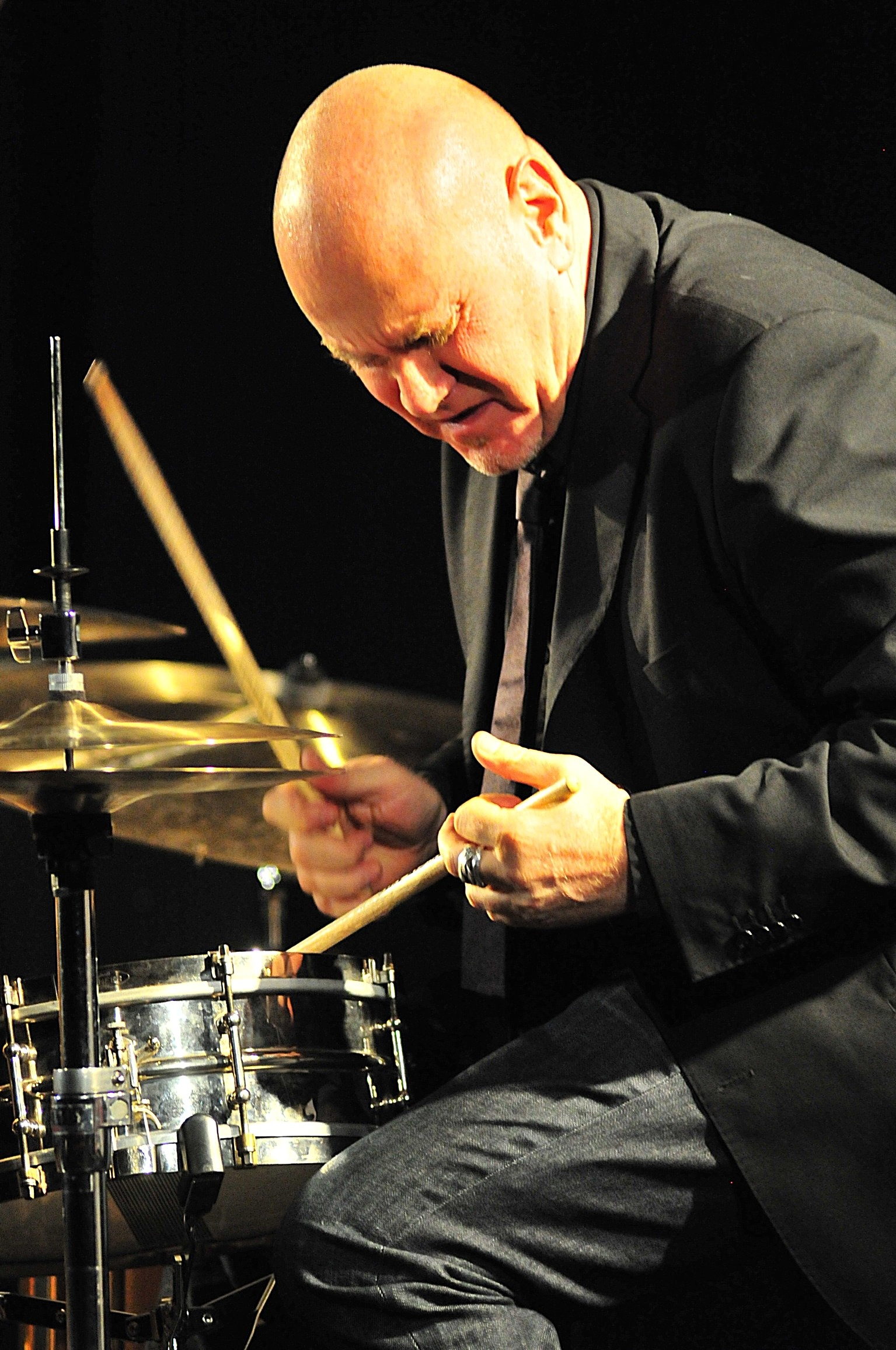
Roberto Gatto 2012

Roberto Gatto (* 6. Oktober 1958 in Rom) ist ein italienischer Jazzschlagzeuger und Komponist.

## Leben und Wirken
Gatto gab 1975 sein Debüt mit dem „Trio di Roma“ mit dem Pianisten Danilo Rea und dem Bassisten Enzo Pietropaoli. Seitdem entwickelte er sich als Sideman und mit eigenen Gruppen zu einer wichtigen Persönlichkeit der italienischen Jazz-Szene. Er spielte u. a. mit Dave Liebman, James Moody, Phil Woods, Tony Scott, Albert Mangelsdorff, Kai Winding, Curtis Fuller, Richard Galliano, Mal Waldron, Enrico Pieranunzi, Gianni Lenoci, John Abercrombie, Pat Metheny, Joe Zawinul, Joe Lovano, Didier Lockwood, Ada Montellanico, Bobby Hutcherson und John Scofield. Als Leader hat er bis 2021 17 Alben veröffentlicht, zuerst 1986 „Notes“ (bei Gala) mit Michael Brecker und Danilo Rea. 
1985 und 1987 erreichte mit der von ihm mit geleiteten Gruppe „Lingomania“ den ersten Platz im Jazz Poll des Magazins „Musica Jazz“.
Er ist künstlerischer Leiter des Jazz Festivals „Alta Valle del Potenza“.

## Diskographische Hinweise
- #7 (1997, mit Chiara Civello)
- Roberto Gatto Plays Rugantini (2000)
- Pure Imagination (2010)
- Roberto Gatto, Alessandro Lanzoni, Gabriele Evangelista Replay (2012)
- My Secret Place (Jando Music / Millesuoni 2021, mit Alessandro Presti, Alessandro Lanzoni, Matteo Bortone sowie Beatrice Gatto, Andrea Molinari)

## Lexikalischer Eintrag
- Philippe Carles, André Clergeat, Jean-Louis Comolli: Le nouveau dictionnaire du jazz. R. Laffont: Paris 2011